# Wilhelm Habicht
Wilhelm Habicht de Eberhard (ur. 6 stycznia 1833 w Bernburg, zm. 5 listopada 1898 w Krakowie) – powstaniec styczniowy, zarządca dóbr w Galicji pochodzenia niemieckiego.

## Życiorys
Był synem Augusta Habichta (minister prezydenta w Księstwie Anhalt) i Matyldy hr. Framkenstein. Otrzymał wykształcenie. Przyłączył się do polskiego powstania styczniowego 1863 i służył w tym czasie w dyplomacji. Był agentem dyplomowanym Komitetu Centralnego, a później Rządu Narodowego. Pełnił funkcję komisarza wojennego gen. Ludwika Mierosławskiego, członka organizacji na ziemi sądeckiej. Brał udział w bitwie pod Igołomią (21 marca 1863). Pod koniec insurekcji był sekretarzem agendy Rządu Narodowego w Zurychu. Był więziony w więzieniach rosyjskich i austriackich.
Po upadku powstania nie wrócił już do Niemiec, mimo wezwań ze strony ojca. Pozostał na ziemiach polskich i pracował jako agronom. Był dzierżawcą dóbr we wsi Brzana. Finalnie pełnił stanowisko dyrektora (zarządcy) dóbr księcia Pawła Romana Sanguszki w Gumniskach (hrabstwa Tarnowskiego). Był prezesem zarządu powiatowych kółek rolniczych, prezesem Towarzystwa Uczestników Powstania roku 1863. 30 kwietnia 1889 został wybrany dyrektorem referentem Towarzystwa Ochrony Tatr Polskich.
Był żonaty z Wandą z domu Fihauser, z którą miał córkę Władysławę (1867-1963, emancypantka i działaczka społeczna) i synów: Kazimierza (1868-1943, generał Wojska Polskiego) oraz Ernesta (1874-195, prawnik, dyplomata). Zmarł 5 listopada 1898 w Krakowie. Został pochowany w grobowcu rodzinnym na cmentarzu Rakowickim w Krakowie 7 listopada 1898 (kwatera N).